# Unibet.com (wielerploeg)
Unibet.com Cycling Team was een Zweeds-Belgische wielerploeg. Het team bestond sinds 2006 en kwam uit in de Pro Tour. Het was een feitelijke voortzetting van de MrBookmaker.com wielerploeg, aangezien de hoofdsponsor van naam veranderde. Voor het team reden veel jonge Belgische renners en ook enkele buitenlandse subtoppers.
Op 16 december 2006 werd bekend dat Unibet.com zijn Pro Tour-licentie voor 2007 zou krijgen. Dit betekende een uitbreiding van het aantal ProTour-ploegen. Deze uitbreiding werd de basis van een conflict tussen UCI en ASO, waarvan Unibet de dupe leek te worden. Als organisator van grote wedstrijden zoals Parijs-Nice en de Tour de France wilde ASO meer zeggenschap hebben ten aanzien van de ploegen die het in haar wedstrijden laat starten. Daarnaast voerde ASO aan dat de Franse wet geen sportsponsoring toestaat voor gokbedrijven. Na lang beraad tussen beide organisaties werd Unibet daadwerkelijk niet toegelaten tot Parijs-Nice. De ploeg moet het voor ASO-wedstrijden hebben van wildcards. In allerijl trok de ploeg, speciaal voor deze wedstrijden, een andere sponsor aan, zodat het tweede probleem niet in de weg zou staan. Voor de belangrijke wedstrijd Parijs-Roubaix ontving de ploeg echter opnieuw geen wildcard. Unibet.com was in beroep gegaan tegen de uitkomst van het overleg tussen UCI en ASO. Ook tot de Waalse klassiekers Waalse Pijl en Luik-Bastenaken-Luik is Unibet de toegang ontzegd, omdat volgens de ASO de Belgische wetgeving sponsoring door gokbedrijven ook niet toestaat. Echt verwarrend werd het toen een woordvoerder van de Belgische justitie dit bevestigde en aangaf dat organisatoren die Unibet laten starten zelfs medeplichtig gehouden kunnen worden. Unibet was een paar dagen vóór deze melding in haar normale shirts gestart in de Ronde van Vlaanderen.
Op 15 augustus 2007 werd bekend dat Unibet.com na het lopende seizoen zal stoppen als sponsor. Omwille van het gokkarakter van de sponsor mocht Unibet.com in verschillende Franse wedstrijden niet starten.
Ploegleiders waren Jacques Hanegraaf, Hilaire Van der Schueren, Lucien Van Impe en Willy Geukens.

## Ploegen per jaar
- Ploeg 2006
- Ploeg 2007